# Tillandsia brachycaulos
Tillandsia brachycaulos là một loài thuộc chi Tillandsia.

## Giống
- Tillandsia 'Ask Harry'
- Tillandsia 'Betty'
- Tillandsia 'Calum'
- Tillandsia 'Eric Knobloch'
- Tillandsia 'Heather's Blush'
- Tillandsia 'Imbil'
- Tillandsia 'Laurie'
- Tillandsia 'Maria Teresa L.'
- Tillandsia 'Nashville'
- Tillandsia 'Neerdie'
- Tillandsia 'Richard Oeser'
- Tillandsia 'Rongo'
- Tillandsia 'Roy'
- Tillandsia 'Victoria'
- Tillandsia 'Widgee'
- Tillandsia 'Wolvi'
- Tillandsia 'Yabba'